# Achall
Nel Ciclo dell'Ulster della mitologia irlandese, Achall, figlia di Cairbre Nia Fer, si suicidò (o morì di disperazione) dopo che suo fratello Erc era stato ucciso da Conall Cernach. La collina di Achall vicino a quella di Tara prese il suo nome proprio da lei.